# 皇上皇

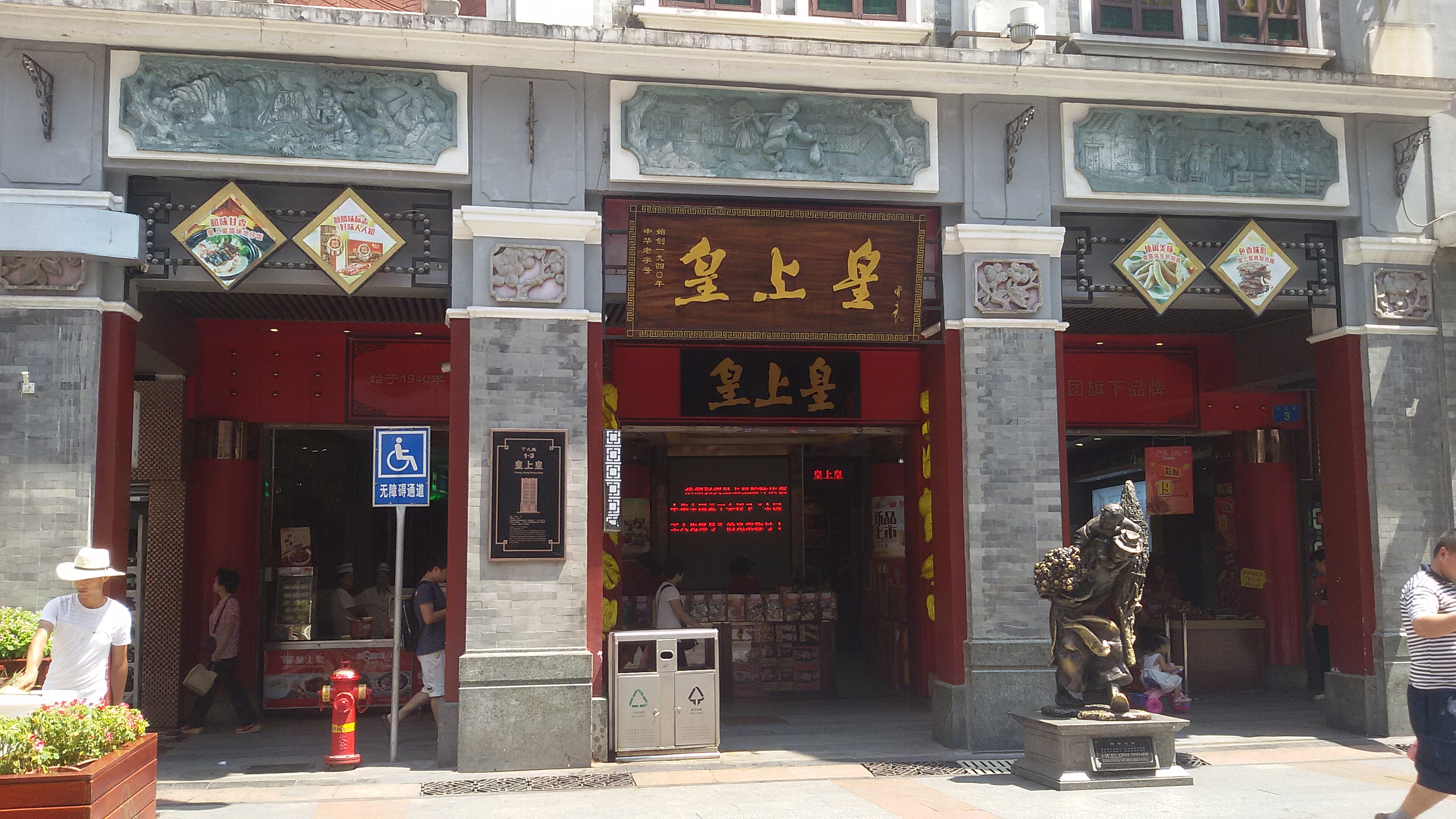
皇上皇位於西關下九路的總舖

皇上皇，是廣東廣州的一間食品生產老字號，創辦於1940年，總部在荔灣區下九路1～3號。在廣州地區，主要以臘味出品知名。

## 歷史
商舖於1940年由謝昌一手創辦，初名「東昌」，1943年改名做「東昌皇上皇」。
1945年光复后，上下东昌（时海珠南路铺为上，在下九新设铺为下）日均分别产销都有近600斤货品。
其后谢昌从第十甫加拿大冰室挖角制冰师傅，為其生產自家的雪糕、雪条。1947年，谢又在海珠南鋪面开设东昌冰室，开广州腊味铺兼营冰室的先例。1948年，又先后在下九路、太平南分號兼营冷饮，并在一德路石公祠設廠生產批發雪条。
1950年12月, 東昌皇上皇在香港威靈頓街158號開分店,當時澳門亦己有分店在營地大街。兩年後再在九龍開分店。大陸的佔沒有了。
文革時期受到破四舊浪潮影響，招牌在午夜時分被砸毀，之後一度改名做「紅上紅」和「廣東臘味」等，1980年改回「皇上皇」。1987年發展成肉食製品廠。
2005年，划入广州岭南集团管理。2009年，组建皇上皇集团。
2021年，皇上皇集团管理权由广州岭南集团移交至广州越秀集团旗下的越秀风行食品。